# Shit on You
«Shit on You» — дебютний сингл американського реп-гурту D12, випущений 5 березня 2001. Пісня ввійшла до спеціального видання альбому Devil's Night як бонус-трек та до делюкс-видання компіляції Curtain Call: The Hits. У композиції згадуються Джон Кенді, Джонбенет Ремсі, Річард Прайор і Стів Стаут.
Детройтський репер Royce da 5'9", який на той час мав біф з гуртом, записав на біт пісні дис «Shit on U». У 2002 Proof, єдиний член D12, що не взяв участі у записі пісні, використав біт для композиції «Shoot at You», яку він оприлюднив на власному вебсайті.

## Відеокліп
Відеокліп знято в різних місцях Детройта, зокрема біля театру «Фокс», на вулиці Раньон-авеню, біля муніципальних будинків Брюстера-Дуґласа, меморіалу Джо Луїса, Мічиганського центрального вокзалу та стадіону Комеріка Парк. Відео майже повністю чорно-біле. Деякі сцени (з Bizarre у занедбаному домі; з Пруфом і дівчинами; з Емінемом біля будинку та з ним же у ролі розлюченого старого) — кольорові.

## Список пісень
Європейський CD-сингл та британський сингл на касеті
1. «Shit on You» — 5:30
2. «Under the Influence» — 5:14

Британський та європейський максі-сингли
1. «Shit on You» — 5:30
2. «Under the Influence» — 5:14
3. «Shit on You» (Instrumental) — 5:19
4. «Shit on You» (Music Video) — 5:26

Британський 12" віниловий сингл
1. «Shit on You» — 5:30
2. «Shit on You» (Instrumental) — 5:19
3. «Under the Influence» — 5:14

Американський CD-сингл
1. «Shit on You» (Street Mix) — 5:30
2. «Shit on You» (Clean Version) — 5:30
3. «Shit on You» (Acapella) — 5:26
4. «Shit on You» (Instrumental) — 5:19

Американський 12" віниловий сингл
1. «Shit on You» (Street Version) — 5:30
2. «Shit on You» (Clean Version) — 5:30
3. «Shit on You» (Acapella) — 5:26
4. «I Remember (Dedication to Whitey Ford)» (Street Version) — 5:43
5. «Shit on You» (Instrumental) — 5:19
6. «I Remember (Dedication to Whitey Ford)» (Instrumental) — 5:40

## Чартові позиції
| Чарт (2001)              | Найвища позиція |
| ------------------------ | --------------- |
| Австралія                | 77              |
| Австрія                  | 45              |
| Велика Британія          | 10              |
| Ірландія                 | 12              |
| Канада                   | 4               |
| Нідерланди               | 11              |
| Нова Зеландія            | 32              |
| Швейцарія                | 21              |
| Швеція                   | 25              |
| US Hot R&B/Hip-Hop Songs | 69              |
| US Rap Songs             | 2               |